# 克拉托沃市鎮

所在位置

克拉托沃市镇是北马其顿的一個市镇，行政中心为克拉托沃。該市镇北接旧纳戈里查内市镇和克里瓦帕蘭卡市鎮，東臨科查尼市鎮，西鄰库马诺沃市镇，南毗普羅比什蒂普市鎮，總面積375.44平方公里，2002年人口10,441。 

## 外部連結
- 官方网站  （馬其頓文）